# Super Pocket Tennis
Super Pocket Tennis est un jeu vidéo de tennis sorti en 2007 sur PlayStation Portable. Le jeu a été développé par Hunex et édité par D3 Publisher.

## Accueil
- Jeuxvideo.com : 8/20[1]